# Beckerellus androgynus
Beckerellus androgynus är en tvåvingeart som först beskrevs av Friedrich Hermann Loew 1855.  Beckerellus androgynus ingår i släktet Beckerellus och familjen svävflugor. Inga underarter finns listade i Catalogue of Life.